# Madelief Broos
Madelief Broos (Goirle, 9 oktober 2004) is een Nederlandse actrice. Ze is vooral bekend door haar rol als Sophie in de televisieserie Brugklas.

## Biografie
Broos groeide op in Goirle. Al op jonge leeftijd hield ze van dans en entertainment. Zo beweerde zij ooit misschien zanglerares te willen worden.
Broos werkte in 2016 mee in de korte film Skymania, die speciaal voor Aviodome was gemaakt. Ook speelde ze de rol van Martha von Trapp in de musical The Sound of Music. In 2018 speelde ze een bijrol in de korte film VR Watersnoodramp 1953 van Studio Maslow, die op het Nederlands Filmfestival werd vertoond. In de film wordt de beleving van de watersnoodramp door een fictief gezin uitgebeeld als een soort VR-omgeving.
Sinds 2020 speelt Broos de rol van Sophie in de jeugdserie Brugklas van NPO Zapp. In 2020 begon ze met het maken van filmpjes voor haar TikTok-account, waarop ze veel volgers kreeg. In 2021 presenteerde ze de TINA Awards. Op YouTube is ze te zien in video's op het kanaal Tina TV. In 2021 was ze te gast in een uitzending van RTL Boulevard over Instagramhackers, naar aanleiding van het feit dat haar account was gehackt.

## Filmografie

### Televisie
| Jaar      | Titel         | Rol           |
| --------- | ------------- | ------------- |
| 2020-2022 | Brugklas      | Sophie        |
| 2021      | TINA Awards   | Presentatrice |
| 2021      | RTL Boulevard |               |
| 2024      | partycrew     | presentatrice |

### Films
| Jaar | Titel                  | Rol    |
| ---- | ---------------------- | ------ |
| 2016 | Skymania               | Elsa   |
| 2018 | VR Watersnoodramp 1953 | Bijrol |

### Musicals
| Jaar | Titel              | Rol              |
| ---- | ------------------ | ---------------- |
| 2016 | The Sound of Music | Martha von Trapp |